# Колекторний електродвигун
Колекторний електродвигун — це електрична машина, в якій датчиком положення ротора і перемикачем струму в обмотках є один і то й же пристрій — комутатор. Колекторні двигуни є досить універсальними. Вони можуть бути як змінного так і постійного струму. Ці двигуни мають змогу плавно змінювати швидкість обертання приводу та його вала, який приводить у рух виконавчий механізм, завдяки чому вони є дуже поширеними, наприклад, в побуті — пилососи, шуруповерти, міксери та інші прилади працюють саме завдяки колекторним двигунам.

## Види моторів

### Колекторний електродвигун постійного струму
Найменші двигуни цього типу (одиниці Ват) містять в корпусі:
- триполюсний ротор на підшипниках ковзання (для підвищення якості двигуна встановлюють шарикопідшипники);
- колекторний вузол з двох щіток — міднографітових пластин (чи іншого матеріалу);
- двополюсний статор з постійних магнітів.

Застосовуються, переважно, в дитячих іграшках (робоча напруга 3-9 вольт).
Більш потужні двигуни (десятки Ват), зазвичай, мають
- багатополюсний ротор на підшипниках кочення;
- колекторний вузол з чотирьох графітових щіток;
- чотириполюсний статор з постійних магнітів.

Саме такої конструкції більшість електродвигунів в сучасних автомобілях (робоча напруга 12 або 24 Вольт): привід вентиляторів систем охолодження та вентиляції, «двірників», насосів обмивачів.
Двигуни потужністю в сотні Ват, на відміну від попередніх, містять чотириполюсний статор з електромагнітів. Обмотки статора можуть підключатися декількома способами:
- послідовно з ротором (так зване послідовне збудження),
  - перевага: великий максимальний момент,
  - недолік: більше обертів неробочого ходу, що здатні пошкодити двигун.
- паралельно з ротором (паралельне збудження)
  - перевага: більша стабільність обертів при зміні навантаження,
  - недолік: менший максимальний момент
- частина обмоток паралельно з ротором, частина послідовно (змішане збудження)
  - до деякої міри поєднує достоїнства попередніх типів, приклад — автомобільні стартери.
- окремим джерелом живлення (незалежне збудження)
  - характеристика аналогічна паралельного підключенню, проте зазвичай може регулюватися. Приклад — тягові двигуни деяких електровозів.

Загальні переваги колекторних двигунів постійного струму — простота виготовлення, експлуатації та ремонту, достатньо великий ресурс.
До недоліків можна віднести те, що ефективні конструкції (з більшим ККД і малою масою) таких двигунів є низькомоментими та швидкохідними (сотні та тисячі обертів на хвилину), тому для більшості приводів (крім вентиляторів та насосів) необхідні редуктори. Це твердження не цілком правильне, але обґрунтоване. Електрична машина, побудована на низьку швидкість, взагалі має занижений ККД і пов'язані з ним проблеми охолодження. Швидше за все проблема лежить так, що витончених рішень для неї немає.

### Універсальний колекторний електродвигун

Схема одного з варіантів УКД. Допускається робота і від постійного, і від змінного струму

Універсальний колекторний електродвигун (УКД) — різновид колекторної машини постійного струму, яка може працювати і на постійному, і на змінному струмі. Отримав велике поширення в ручному електроінструменті і в деяких видах побутової техніки за малі розміри, малу вагу, легкість регулювання обертів, відносно низькі ціни. Широко використовувався на залізницях Європи та США як тяговий електродвигун.

#### Особливості конструкції
Строго кажучи, універсальний колекторний електродвигун є колекторним електродвигуном постійного струму з послідовно увімкненими обмотками збудження (статора), оптимізованим для роботи на змінному струмі побутової електричної мережі. Такий тип двигуна незалежно від полярності напруги, що подається обертається в одну сторону, оскільки за рахунок послідовного з'єднання обмоток статора та ротора зміна полюсів їх магнітних полів відбувається одночасно та результуючий момент залишається спрямованим в одну сторону. Насправді там є невеликий фазовий зсув, який зумовлює появу протилежно спрямованого моменту, але він невеликий, симетрування обмоток не лише покращує умови комутації, а й зменшує цей момент. Для потреб залізниць будувалися спеціальні підстанції змінного струму низької частоти — 16 Гц в Європі, в США ж частота 25 Гц була однією з стандартних (поряд з 60 Гц) до 50-х років XX століття. В 50-х роках XX століття германо-французькому консорціуму виробників електричних машин вдалося побудувати однофазну тягову машину промислової частоти (50 Гц). Електровоз з однофазними колекторними машинами на 50 Гц випробовувався в СРСР, де отримав захоплено-негативну оцінку фахівців.[джерело не вказане 4626 днів]).
Для можливості роботи на змінному струмі застосовується статор з магнітно-м'якого матеріалу, що має малий гістерезис (опір перемагнічуванням). Для зменшення втрат на вихрові струми статор виконують набірним з ізольованих пластин. Підмножиною колекторних машин змінного струму (КМПТ) є машини «пульсуючого струму», отриманого шляхом випрямлення струму однофазної ланцюга без згладжування пульсацій (залізниця).
Особливістю (в більшості випадків — перевагою) роботи такого двигуна саме на змінному струмі (а не на постійному такого ж напруги) є те, що в режимі малих обертів (пуск та перевантаження) індуктивний опір обмоток статора обмежує споживаний струм та відповідно максимальний момент двигуна (оціночно) до 3-5 разів від номінального (проти 5-10 при живленні того ж двигуна постійним струмом). Для зближення механічних характеристик у двигунів загального призначення може застосовуватися секціонування обмоток статора — окремі виводи (і менша кількість витків обмотки статора) для підключення змінного струму.
Складною проблемою є питання комутації потужної колекторної машини змінного струму. У момент комутації (проходження секцією нейтралі) зчеплене з секцією якоря (ротора) магнітне поле змінює свій напрямок на протилежний, що викликає генерацію в секції так званої реактивної ЕРС. Це правдиво у випадку з постійним струмом. У КМПТ реактивна ЕРС також має місце. Але оскільки якір (ротор) знаходиться в пульсуючому в часі магнітному полі статора, в комутованій секції додатково має місце ще й трансформаторна ЕРС. Її амплітуда буде максимальна в момент пуску машини, пропорційно знижуватися в міру наближення до швидкості синхронізму (в точці синхронізму вона звернеться в нуль) і далі по мірі розгону машини знову буде пропорційно зростати. Проблема комутації КМПТ може бути вирішена таким чином:
- Прагнення при проектуванні до одновиткової секції (зменшення потоку зчеплення).
- Збільшення активного опору секції. Найбільш перспективними за даними М. П. Костенко є резистори в «півниках» колекторних пластин, де вони добре охолоджуються.
- Активна підшліфовка колектора щітками максимальної твердості (високий знос) підгораючого колектора через важкі умови комутації; та максимально можливого опору як засіб гасіння реактивної та трансформаторної ЕРС комутованій секції.
- Використання додаткових полюсів з послідовними обмотками для компенсації реактивної ЕРС і паралельної — для компенсації трансформаторної ЕРС. Але оскільки величина трансформаторної ЕРС являє собою функцію від кутової швидкості (якоря) ротора та струму намагнічування машини, то такі обмотки потребують системи підпорядкованого регулювання, не розробленою по сьогоднішній день.
- Застосування живлять ланцюгів низької частоти. Популярні частоти 16 і 25 Гц.

Реверсування УКД здійснюється перемиканням полярності вмикання обмоток лише статора або лише ротора.

#### Переваги та недоліки
Порівняння наведено для випадку підключення до побутової однофазної електричної мережі 230 вольт 50 Гц. і однакової потужності двигунів. Різниця в механічних характеристиках двигунів («м'якість-твердість», максимальний момент) може бути як перевагою, так і недоліком в залежності від вимог до приводу.

##### Порівняння з колекторним двигуном постійного струму
Переваги:
- Пряме вмикання в мережу, без додаткових компонентів (для двигуна постійного струму потрібно, як мінімум, випрямлення).
- Менший пусковий (перевантажувальний) струм (і момент), що переважніше для побутових пристроїв.
- Простіша схема керування (за її наявності) — тиристор (або симистор) та реостат. При виході з ладу електронного компонента двигун (пристрій) залишається працездатним, але включається одразу на повну потужність.

Недоліки:
- Менший загальний ККД через втрати на індуктивність та перемагнічування статора.
- Менший максимальний момент (може бути недоліком).

##### Порівняння з асинхронним двигуном
Переваги:
- Швидкохідність та відсутність прив'язки до частоті мережі.
- Компактність (навіть з урахуванням редуктора).
- Більший пусковий момент.
- Автоматичне пропорційне зниження обертів (практично до нуля) та збільшення моменту при збільшенні навантаження (при незмінній напрузі живлення) — «м'яка» характеристика.
- Можливість плавного регулювання обертів (моменту) в дуже широкому діапазоні — від нуля до номінального значення — зміною напруги живлення.

Недоліки:
- Нестабільність обертів при зміні навантаження (де це має значення).
- Наявність щітково-колекторного вузла і у зв'язку з цим:
  - Відносно мала надійність (термін служби: важкі умови комутації обумовлюють використання максимально твердих щіток, що знижує ресурс).
  - Сильне іскріння на колекторі через комутації змінного струму та пов'язані з цим радіоперешкоди.
  - Високий рівень шуму.
  - Відносно велике число деталей колектора (і, відповідно, двигуна).

Слід зазначити, що в сучасних побутових пристроях ресурс електродвигуна (щітково-колекторного вузла) та робочих органів і механічних передач, однаковий.
Двигуни (УКД і асинхронний) однієї і тієї ж потужності, незалежно від номінальної частоти асинхронного двигуна, мають різну механічну характеристику:
- УКД — «м'яка» характеристика , момент прямо, а оберти обернено пропорційні навантаженню на валу (споживаній потужності) — практично лінійно — від режиму неробочого ходу до режиму повного гальмування. Номінальний момент вибирається приблизно в 3-5 разів меншим максимального. Оберти неробочого ходу обмежуються лише втратами в двигуні та можуть зруйнувати потужний двигун при вмиканні його без навантаження.
- Асинхронний двигун — «вентиляторна» характеристика — двигун підтримує близьку до номінальної частоту обертання, різко (десятки відсотків) збільшуючи момент при незначному підвищенні навантаження на валу і зниженні обертів (одиниці відсотків). При значному зниженні обертів (до точки критичного моменту) момент двигуна не лише не зростає, а падає до нуля, що викликає повну зупинку. Оберти неробочого ходу постійні та злегка перевищують номінальні.
- Однофазний асинхронний двигун пропонує додатковий «букет» проблем, пов'язаних із запуском, оскільки у нормальних умовах пускового моменту не розвиває. Пульсуюче в часі магнітне поле однофазного статора математично розкладається на два протифазних поля, що роблять неможливим пуск без різних хитрувань: розщеплений паз, ємність, що створює штучну фазу, активний опір, що створює штучну фазу.

Обертове в протифазі поле теоретично знижує максимальний ККД однофазного асинхронного двигуна до 50-60 % через втрати в перенасиченій магнітній системі та активні втрати в обмотках, які навантажуються струмами «протиполя». Фактично, на одному валу «сидять» дві електричні машини, одна з яких працює в руховому режимі, а друга — у режимі противмикання.
Таким чином, в однофазних мережах КМПТ не знає собі конкурентів.
Механічні характеристики в першу чергу обумовлюють (різні) сфери застосування даних типів двигунів.
Через малі оберти, обмежені частотою мережі змінного струму, асинхронні двигуни тієї ж потужності мають значно більші вагу і розміри, ніж УКД. Якщо асинхронний двигун живиться від перетворювача (інвертора) з високою частотою, то вага і розміри обох машин стають співмірні. При цьому залишається жорсткість механічної характеристики, додаються втрати на перетворення струму і, як наслідок, збільшення частоти, підвищуються індуктивні та магнітні втрати (знижується загальний ККД).

#### Аналоги бесколлекторного вузла
Найближчим аналогом УКД щодо механічної характеристики є безколекторний електродвигун (вентильний електродвигун, в якому електронним аналогом щітково-колекторного вузла є інвертор з датчиком положення ротора (ДПР).
Електронним аналогом універсального колекторного двигуна є система: випрямляч (міст), синхронний електродвигун з датчиком кутового положення ротора (датчик кута) та інвертором (іншими словами — вентильний електродвигун з випрямлячем).
Однак через застосування постійних магнітів в роторі максимальний момент вентильного двигуна при тих же габаритах буде менший.